# Punctulariaceae
Famille
Les Punctulariaceae sont une famille de champignons de l’ordre des Corticiales. 
Le statut de cette famille semble discuté : le type nomenclatural est classé dans la famille des Corticiaceae,. 

## Liste des genres
Selon NCBI (29 octobre 2013) :
- genre Dendrocorticium
- genre Punctularia
- genre Punctulariopsis